# 5-ös busz (Győr)
Az 5-ös győri autóbusz a 2009. évi átszervezésektől kezdve közlekedik ebben a formájában. A járat a belvárost és Kismegyer városrészeket köti össze délnyugati irányban. Útközben érinti a belvárost, Nádorvárost, és a József Attila lakótelepet.

## Közlekedése
Munkanapokon, csúcsidőben 30 percenként, napközben 40 percenként, kora este valamint hétvégén egész nap óránként közlekedik. Munkanapokon a reggeli csúcsidőben 5B és 5R jelzésű autóbuszok is közlekednek a Raktárváros jobb elérése érdekében.

## Útvonala
Kismegyer közlekedését továbbra is az 5-ös és 6-os jelzésű autóbuszok biztosítják, azonban útvonaluk változott: az 5-ös autóbusz régi vonalán, végig a Szent Imre úton (a legrövidebb útvonalon) közlekedik a Révai Miklós utcáig, míg a 6-os a Jereváni út, a Plaza és a kórház érintésével, a belvároson áthaladva, az egyetem érintésével Sárásig jár. Ezáltal számos új összeköttetés jött létre a városrészek között, és kedvezőbbé vált többek között a József Attila lakótelep és a vásárcsarnok kapcsolata is. Az Agroker és Raktárváros kiszolgálását továbbra is 5B, 5R jelzéssel az 5-ös vonalról betérő járatok biztosítják.
| Kismegyer, Arató utca, Major utca felé | Révai Miklós utca felé |
| --- | --- |
| Révai Miklós utca – Révai Miklós utca – Városház tér – Szent István út – Baross Gábor híd – Baross Gábor út – Wesselényi utca – Bartók Béla út – Szent Imre út – Szent Imre út – Sági út – Arató utca – Kismegyer, Arató utca, Major utca | Kismegyer, Arató utca, Major utca – Arató utca – Sági út – Szent Imre út – Szent Imre út – Bartók Béla út – Hunyadi utca – Baross Gábor híd – Szent István út – Gárdonyi Géza utca – Révai Miklós utca – Révai Miklós utca |

## Megállóhelyei
Az átszállási kapcsolatok között a Révai Miklós utca és Kismegyer, Arató utca, Major utca megállóhelyek között közlekedő 5B és 5R busz nincs feltüntetve!
| 5 (Révai Miklós utca – Kismegyer, Arató utca, Major utca) | 5 (Révai Miklós utca – Kismegyer, Arató utca, Major utca) | 5 (Révai Miklós utca – Kismegyer, Arató utca, Major utca) | 5 (Révai Miklós utca – Kismegyer, Arató utca, Major utca) | 5 (Révai Miklós utca – Kismegyer, Arató utca, Major utca) | 5 (Révai Miklós utca – Kismegyer, Arató utca, Major utca) | 5 (Révai Miklós utca – Kismegyer, Arató utca, Major utca) | 5 (Révai Miklós utca – Kismegyer, Arató utca, Major utca) | |
| Perc (↓)                                                  | Perc (↓)                                                  | Perc (↓)                                                  | Megállóhely                                               | Perc (↑)                                                  | Perc (↑)                                                  | Perc (↑)                                                  | Átszállási kapcsolatok | Fontosabb létesítmények |
| --------------------------------------------------------- | --------------------------------------------------------- | --------------------------------------------------------- | --------------------------------------------------------- | --------------------------------------------------------- | --------------------------------------------------------- | --------------------------------------------------------- | --- | --- |
| 0                                                         | 0                                                         | 0                                                         | Révai Miklós utca végállomás                              | 20                                                        | 16                                                        | 26                                                        | 1, 1A, 2, 6, 7, 8, 8B, 9, 9A, 11, 12, 12A, 14, 14B, 15, 15A, 17, 17B, 19, 19A, 21, 21B, 22, 22A, 22B, 22Y, 29, 30, 30A, 30B, 30Y, 31, 31A, 37, 38, 38A, CITY Távolsági járatok S10 G10 , IC, InterRégió, EC, EN, ER, gyorsvonat, expresszvonat, | Győr Helyi autóbusz-állomás, Bisinger József park, Posta, Városháza, Kormányablak |
| ∫                                                         | ∫                                                         | ∫                                                         | Gárdonyi Géza utca                                        | 19                                                        | 15                                                        | 24                                                        | 8, 8B, 10, 11, 11Y, 12, 12A, 14, 14B, 15, 15A, 30, 30A, 30B, 30Y, 31, 31A, 42, CITY | Győr-Moson-Sopron Vármegyei Kereskedelmi és Iparkamara, GYSZSZC Deák Ferenc Közgazdasági Szakgimnáziuma, Révai Parkolóház, Bisinger József park |
| 1                                                         | 1                                                         | 1                                                         | Városháza (↓) Baross Gábor híd, belvárosi hídfő (↑)       | 17                                                        | 13                                                        | 22                                                        | 1, 1A, 2, 6, 7, 8, 8B, 9, 9A, 11, 12, 12A, 14, 14B, 15, 15A, 17, 17B, 19, 19A, 21, 21B, 22, 22A, 22B, 22Y, 29, 30, 30A, 30B, 30Y, 31, 31A, 37, 38, 38A, CITY Távolsági járatok S10 G10 , IC, InterRégió, EC, EN, ER, gyorsvonat, expresszvonat, | Győr Városháza, 2-es posta, Honvéd liget, Révai Miklós Gimnázium, Földhivatal, Megyeháza, Győri Törvényszék, Büntetés-végrehajtási Intézet, Richter János Hangverseny- és Konferenciaterem, Vízügyi Igazgatóság, Zenés szökőkút, Bisinger József park, Kormányablak |
| ∫                                                         | ∫                                                         | ∫                                                         | Bartók Béla út, Kristály étterem                          | 15                                                        | 11                                                        | 20                                                        | 6, 7, 9, 9A, 21, 21B, 38, 38A | Helyközi autóbusz-állomás, Munkaügyi központ, ÉNYKK Zrt. forgalmi iroda, Leier City Center |
| 3                                                         | 3                                                         | 3                                                         | Roosevelt utca (Bartók-emlékmű)                           | 14                                                        | 10                                                        | 19                                                        | 6, 7, 9, 9A, 17, 17B, 19, 19A, 21, 21B, 38, 38A | Gárdonyi Géza Általános Iskola, Attila utcai Óvoda |
| 5                                                         | 4                                                         | 5                                                         | Bartók Béla út, vásárcsarnok                              | 13                                                        | 9                                                         | 18                                                        | 6, 7, 9, 9A, 17, 17B, 19, 19A, 21, 21B, 38, 38A | Vásárcsarnok, Dr. Kovács Pál Könyvtár, Vármegyei Rendőr-főkapitányság, Mosolyvár Óvoda |
| 7                                                         | 5                                                         | 7                                                         | Szent Imre út, Magyar utca                                | 11                                                        | 8                                                         | 15                                                        | 2, 2B, 6 | Erzsébet Ligeti Óvoda, Szent Imre templom, Erzsébet liget, Révai Miklós Gimnázium Kollégiuma, Kölcsey Ferenc Általános Iskola |
| 8                                                         | 6                                                         | 8                                                         | Szent Imre út, Megyei rendelő                             | 10                                                        | 7                                                         | 14                                                        | 6 | Erzsébet liget, Megyei rendelőintézet |
| 9                                                         | 7                                                         | 10                                                        | Szent Imre út, Nádas Ernő utca                            | 8                                                         | 6                                                         | 12                                                        | 14B, 37 | Nemzeti Adó- és Vámhivatal Nyugat-dunántúli Regionális, Bűnügyi Igazgatósága, PRAKTIKER |
| 11                                                        | 9                                                         | 14                                                        | Szabadhegy, vasútállomás                                  | 6                                                         | 5                                                         | 8                                                         | személyvonat | Győrszabadhegy |
| 13                                                        | 10                                                        | 17                                                        | Szent Imre út, József Attila utca                         | 4                                                         | 4                                                         | 4                                                         | 6 | Radó Tibor Általános Iskola, Veres Péter Mezőgazdasági és Élelmiszeripari Szakképző Iskola és Kollégium |
| 15                                                        | 12                                                        | 20                                                        | Kismegyer, körforgalom                                    | 2                                                         | 2                                                         | 2                                                         | 6 | Kismegyeri temető |
| 16                                                        | 13                                                        | 22                                                        | Kalász utca                                               | 1                                                         | 1                                                         | 1                                                         | 6 | |
| 17                                                        | 14                                                        | 23                                                        | Kismegyer, Arató utca, Major utca végállomás              | 0                                                         | 0                                                         | 0                                                         | 6 | Győr-Moson-Sopron Megyei Mezőgazdasági Szakigazgatási Hivatal Növény- és Talajvédelmi Igazgatóság |

1. 1 2  Csúcsidőszakon kívül a menetidő rövidebb. Egyes járatok kiemelt csúcsidei menetidővel közlekednek.

## Betétjáratok

### 5B
A járat betétjáratként közlekedik. A harmadik körforgalom után is a 82-es főúton közlekedve a volt Agroker vállalatnál lévő parkolónál van a végállomása. A környéken lévő vállalkozások megközelítését teszi lehetővé. Időszakos járat.

### 5R
Az 5-ös autóbusz (alapjárat) útvonalától azzal tér el, hogy a Szabadhegyi vasútállomás után a (második) körforgalomnál elkanyarodik.
- Régi Veszprémi út (Veres Péter mezőgazdasági szakközépiskola)

Ebből a megállóból lehet az iskolát megközelíteni. Az iskola fő képzési profilja mezőgazdasági és élelmiszeripari szakképzés. Az érettségi vizsga letétele után 2 évig tart a szakképzési szakasz.
- Raktárváros

Itt található Győr nagykereskedelmi központja. Innen osztják el a kiskereskedelmi egységek részére a megrendelt árucikkeket. Lehetőség van a lakosság részére kiskereskedelmi tevékenységre (bútor, ruházat, élelmiszer, festékek). A vásárvárosban megfordulva (hurokjárat) a dolgozókat lerakva, ismét a veszprémi főúton halad az autóbuszjárat.
- Körforgalom

A 82-es főutat elhagyva a (harmadik) körforgalomnál mellékútvonalra tér, amelyen Kismegyert lehet megközelíteni.
A mellékúton Töltéstava, Győrság, Pázmándfalu, Táp és Tápszentmiklós települések érhetők el. A körforgalom építésének az volt a célja, hogy a Győrbe irányuló nagy átmenőforgalmat lassítsa, illetve Kismegyer településrész biztonságosan megközelíthető legyen. Az út hátralévő részében családi házas övezetben közlekedünk.
Turistáknak ajánlható a kismegyeri emlékmű megtekintése, mely a végállomásról elérhető.